# Lozza

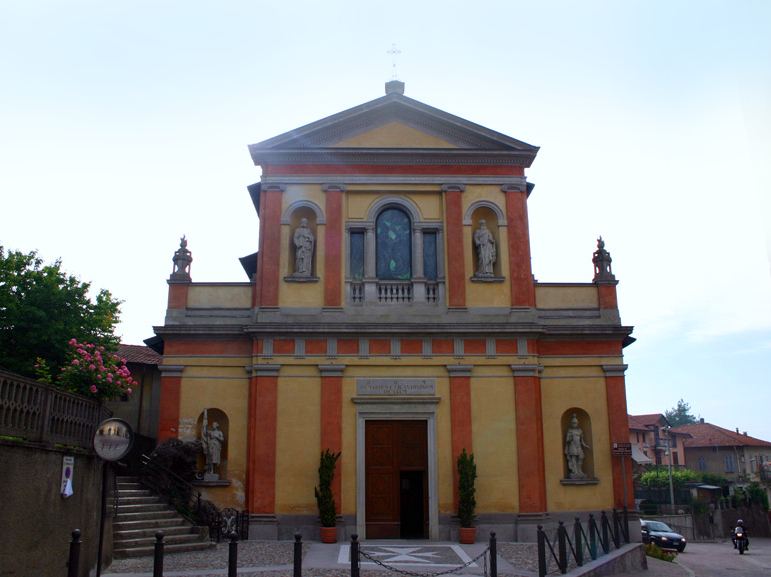
Pfarrkirche Sant’Antonino

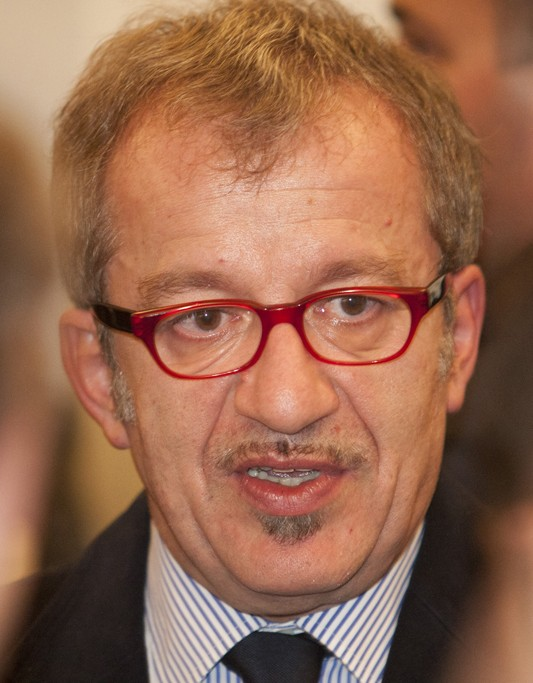
Roberto Maroni (2010)

Lozza ist eine italienische Gemeinde (comune) in der Provinz Varese in der Region Lombardei am südöstlichen Ufer des Lago Maggiore.

## Geographie
Die Gemeinde liegt etwa vier Kilometer südsüdöstlich von Varese an der Olona und bedeckt eine Fläche von 1,67 km². Die Nachbargemeinden sind Castiglione Olona, Gazzada Schianno, Malnate, Morazzone, Varese und Vedano Olona.

## Geschichte
In römischer Zeit wurde Lozza von der Römerstraße Via Varesina überquert, die Mediolanum (Mailand) mit Luganum (Lugano) verband und durch das Varisium (Varese) führte. Sein Gebiet ist seit dem Neolithikum bewohnt und wurde im frühen Mittelalter von den Langobarden und später von den Franken erobert. Um 1200 wurde es Teil des Erzbistums Mailand. In diesen Jahren erscheint es in offiziellen Dokumenten als Locotia und Locia und ist dem Lehen oder der Fehde von Varese beigefügt.
In den Registern des Estimo (Grundbuch) des Herzogtums Mailand von 1558 und den nachfolgenden Aktualisierungen im 18. Jahrhundert wird Lozza noch immer derselben Pieve zugeordnet. Nach den Antworten auf die 45 Fragen von 1751 durch die II. Junta der Volkszählung wurde die Gemeinde an Tommaso Castiglione belehnt, ohne jegliche Bezahlung. Der zuständige Richter, der kein Gehalt bezog, war der feudale Podestà mit Sitz in Mailand. Die Gemeinde hatte eine weitere zusammengefasste Gemeinde, genannt Odescalco, mit der sie sich vereinigte. Es gab keinen allgemeinen Rat, sondern einen besonderen Rat, der sich aus zwei Landräten und einem Bürgermeister zusammensetzte, der sich um die Verwaltung der Gemeinde kümmerte. Die Abgeordneten wurden jedes Jahr auf dem öffentlichen Platz gewählt, während die kleine Gemeinde Odescalco weder Abgeordnete, noch einen Steuereintreiber oder einen Kanzler hatte. Der Kanzler von Lozza residierte in Vedano und kümmerte sich auch um die Aufbewahrung der öffentlichen Akten: sein Gehalt betrug 15 Lire pro Jahr.
Nach der vorübergehenden Vereinigung der lombardischen Provinzen mit dem Königreich Sardinien wurde die Gemeinde Lozza mit 324 Einwohnern, die von einem fünfzehnköpfigen Gemeinderat und einem zweiköpfigen Stadtrat verwaltet wird, gemäß der durch das Gesetz vom 23. Oktober 1859 festgelegten Gebietsaufteilung dem 8. Bei der Verfassung des Königreichs Italien im Jahr 1861 hatte die Gemeinde 336 Einwohner (Volkszählung 1861). Nach dem Gemeindegesetz von 1865 wurde die Gemeinde von einem Bürgermeister, einer Junta und einem Rat verwaltet. Im Jahr 1867 wurde die Gemeinde in denselben Bezirk, Kreis und dieselbe Provinz eingegliedert (Verwaltungsbezirk 1867).
Zu Beginn des 20. Jahrhunderts erlebte auch Lozza eine Abfolge großer sozialer und wirtschaftlicher Transformationen, wie die Auswirkungen der Industrialisierung. Es entstanden auf seinem Territorium verschiedene Papierfabriken und Spinnereien, die auch durch den Bau der nahegelegenen Valmorea-Eisenbahn begünstigt wurden. Im Jahr 1924 wurde die Gemeinde in den Bezirk Varese der Provinz Como eingegliedert. Nach der Gemeindereform von 1926 wurde die Gemeinde von einem Podestà verwaltet. Im Jahr 1927 wurde die Gemeinde der Provinz Varese zugeschlagen. Nach der Gemeindereform von 1946 wurde die Gemeinde Lozza von einem Bürgermeister, einer Junta und einem Gemeinderat verwaltet. Im Jahr 1971 hatte die Gemeinde Lozza eine Fläche von 167 Hektar.

## Bevölkerung
| Bevölkerungsentwicklung | Bevölkerungsentwicklung | Bevölkerungsentwicklung | Bevölkerungsentwicklung | Bevölkerungsentwicklung | Bevölkerungsentwicklung | Bevölkerungsentwicklung | Bevölkerungsentwicklung | Bevölkerungsentwicklung | Bevölkerungsentwicklung | Bevölkerungsentwicklung | Bevölkerungsentwicklung | Bevölkerungsentwicklung | Bevölkerungsentwicklung |
| ----------------------- | ----------------------- | ----------------------- | ----------------------- | ----------------------- | ----------------------- | ----------------------- | ----------------------- | ----------------------- | ----------------------- | ----------------------- | ----------------------- | ----------------------- | ----------------------- |
| Jahr                    | 1751                    | 1805                    | 1853                    | 1871                    | 1881                    | 1901                    | 1921                    | 1931                    | 1951                    | 1971                    | 1991                    | 2001                    | 2021                    |
| Einwohner               | 150                     | 218                     | *331                    | 343                     | 344                     | 437                     | 495                     | 624                     | 682                     | 1009                    | 890                     | 951                     | 1232                    |

- 1809 Fusion mit Castiglione

## Sehenswürdigkeiten
- Pfarrkirche Sant’Antonino martire. Im Bericht über den Pastoralbesuch des Mailänder Erzbischofs Giuseppe Pozzobonelli im Jahr 1747 ist zu lesen, dass es einen Pfarrer und einen Kaplan in Form eines Söldners gab, der für die Seelsorge zuständig war, dass die Zahl der Gläubigen 520 betrug und dass die Pfarrkirche, in der die Bruderschaft des Allerheiligsten Sakraments ihren Sitz hatte, als Filialen die Oratorien der Heiligen Jungfrau Maria Unbefleckte Empfängnis, der Heiligen Katharina in der Ortschaft Gornate Superiore, des Heiligen Michael und der Heiligen Nazario und Celso hatte. Im Jahr 1829 wurden die neuen Glocken des Turms gesegnet, und 1845 wurde die Kirche angesichts ihres schlechten Zustands einer grundlegenden Renovierung und Sanierung unterzogen. Im Jahr 1901 stellte Erzbischof Andrea Carlo Ferrari bei seinem Pastoralbesuch fest, dass die Einnahmen 827 Lire betrugen, die Zahl der Gläubigen 886 und die Pfarrkirche, die zum Vikariat von Carnago gehörte und in der die Bruderschaft des Allerheiligsten Sakraments ihren Sitz hatte, die fromme Vereinigung der Töchter Mariens, der Gesellschaft von San Luigi Gonzaga und der Franziskaner-Terziarinnen, hatte die Kapellen der Heiligen Jungfrau und Märtyrerin Katharina, des Heiligen Kreuzes, der Unbefleckten Jungfrau und des Heiligen Michael. Im selben Jahr begannen die Arbeiten zur Vergrößerung der Kirche, die 1903 abgeschlossen wurden. 1910 wurde das Dach des Glockenturms mit Balustraden und einer Statue als Bekrönung versehen, während 1930 die Fassade mit der Aufstellung von vier Statuen vervollständigt wurde.
- Kirche Santa Maria in Campagna

## Persönlichkeiten
- Roberto Maroni (* 15. März 1955 in Varese; † 22. November 2022 in Lozza), Politiker, Vorsitzender der norditalienischen Regionalpartei Lega Nord